# Sam Welsford
Sam Welsford (Perth, 19 de janeiro de 1996) é um ciclista austrliano especializado em provas de pista. Ele ganhou a medalha de ouro na prova de perseguição por equipes nos Campeonatos Mundiais de 2016 e 2017 e a medalha de prata no mesmo evento durante os Jogos Olímpicos de 2016.

## Carreira
Welsford estreou nas competições juniores em 2011 e competiu na categoria até 2014, quando conquistou seus primeiros resultados na categoria adulta, destacando-se os títulos na perseguição por equipes e no madison durante o Campeonato da Oceania.
Em março de 2016 integrou a equipe australiana no Campeonato Mundial, em Londres, onde conquistou a medalha de ouro com a equipe de perseguição. Alguns meses depois disputou sua primeira Olimpíada nos Jogos do Rio, ganhando mais uma medalha na prova de perseguição por equipes, dessa vez a prata ao serem superados pela Grã-Bretanha, que viriam a quebrar o recorde mundial durante a prova.
Após conquistar o bicampeonato na perseguição por equipes no Mundial de 2017, em Hong Kong, Welsford disputou no ano seguinte os Jogos da Commonwealth pela primeira vez, onde conquistou duas medalhas de ouro (perseguição por equipes e scratch).